# Afrixalus vibekensis
Afrixalus vibekensis е вид земноводно от семейство Hyperoliidae. Видът е почти застрашен от изчезване.

## Разпространение
Разпространен е в Гана и Кот д'Ивоар.

## Описание
Популацията на вида е намаляваща.